# Charity Ngilu

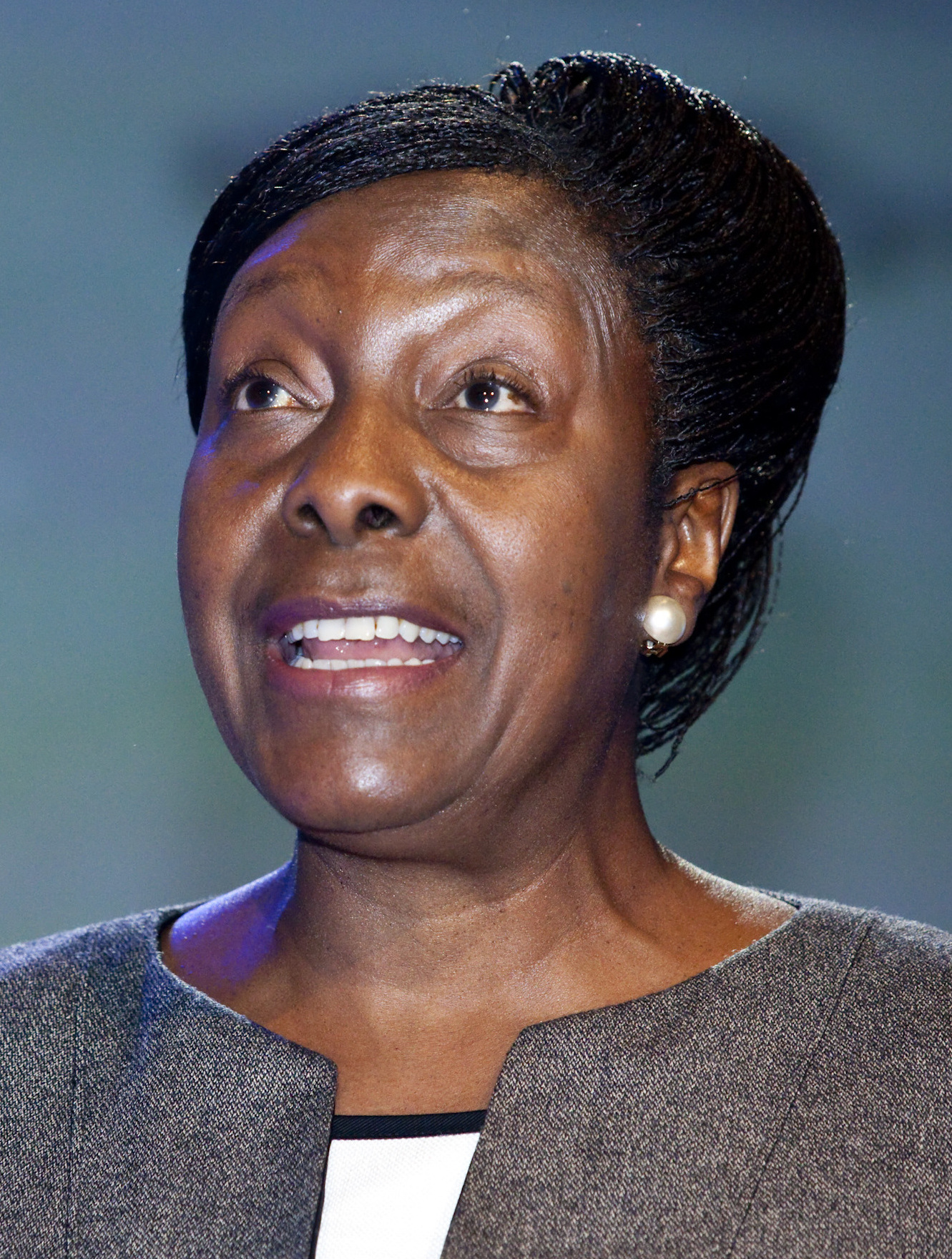
Charity Ngilu (2010)

Charity Kaluki Ngilu (* 28. Januar 1952) ist eine kenianische Geschäftsfrau und Politikerin, die als erste Frau für das Amt des Staatspräsidenten kandidierte.

## Leben
Charity Kaluki Ngilu kandidierte erstmals 1992 für das Parlament und konnte für Beobachter überraschend den Wahlbezirk Kitui im Kambaland für die oppositionelle Social Democratic Party (SDP) gewinnen.
1997 erregte sie dann als Präsidentschaftskandidatin für die SDP internationales Aufsehen und erreichte in der Wahl den 5. Platz unter den Bewerbern.
2002 schloss sie sich mit anderen kleineren Parteien und der Democratic Party von Mwai Kibaki zur National Alliance of Kenya (NAK) zusammen, die wiederum vor der Wahl eine Allianz mit der von der Regierungspartei KANU abgespaltenen Liberal Democratic Party unter Raila Odinga einging und als National Rainbow Coalition (NARC) mit dem Präsidentschaftskandidaten Kibaki die Wahlen gewann. Ngilu wurde Parteivorsitzende der NARC.
In der Regierung wurde ihr das Amt der Gesundheitsministerin übertragen.
2005 verließen die meisten Mitglieder die NARC nach einem Verfassungsreferendum, das die Regierung spaltete. 2006 erklärte Ngilu ihre Unterstützung für den Oppositionsbewerber Raila Odinga und wurde daraufhin aus der Regierung entlassen.
Sie schloss sich dem Orange Democratic Movement (ODM) Odingas an und gehört zur Parteiführung. In der Wahl 2007 gelang es ihr, ihren Parlamentssitz in Kitui wiederzuerlangen.
Der Umstand, dass sie weiterhin formal Vorsitzende der NARC war und daran festhielt, zwang Kibaki dazu, sich für die Wahl 2007 kurzfristig eine neue politische Plattform in Gestalt der Party of National Unity (PUK) zu schaffen, die nicht mehr ausreichend Zeit zum Aufbau einer Organisation hatte und bei den Parlamentswahlen ausgesprochen schlecht abschnitt.